# Slotervaart (water)

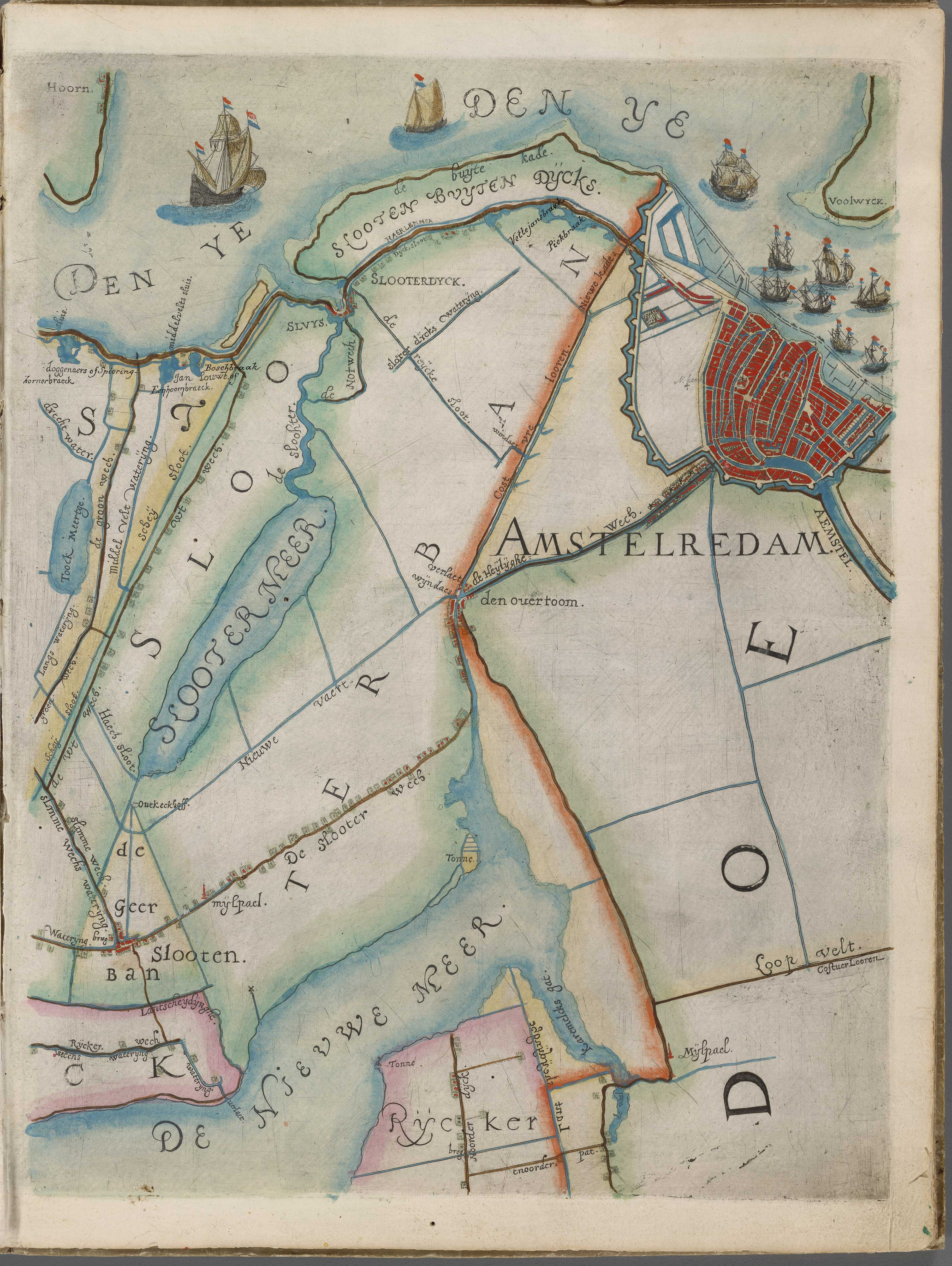
De (latere) Sloterpolder (Slooterban) met de nog niet drooggemaakte Slootermeer op een kaart van het hoogheemraadschap van Rijnland, Amsterdam, 1615. De Slootervaart (Nieuwe Vaart) ligt halverwege de Slootermeer en de Sloterweg. Floris Balthasar vervaardigde deze overzichtskaart samen met zijn zoon Balthasar Florisz. van Berckenrode, in opdracht van dijkgraaf en hoogheemraden van Rijnland.

De Slotervaart is een midden 20e eeuw gegraven waterweg in Amsterdam Nieuw-West.

## Eerste versie
Tijdens de ontginningsperiode in de middeleeuwen werd er een vaart gegraven tussen de Schinkel en het dorp Sloten. Deze vaart werd de Slotervaart, Slooter Vaert of Nieuwe Vaert genoemd. Deze vaart is te zien op een kaart van Balthasar Florisz. van Berckenrode en diens vader Floris Balthasar van rond 1615. Die kaart werd gemaakt in opdracht van de dijkgraaf en hoogheemraden van Rijnland. Die vaart liep grofweg tussen de Kostverlorenvaart (nabij de Overtoomse Sluis tot ten noorden van het dorp Sloten, waar zij in de plaatselijke Kerksloot eindigde. Een kaart van Sloten uit rond 1865 laat de sloot nog zien.
Tot in de jaren vijftig van de twintigste eeuw was het landelijke gebied ten westen van de Kostverlorenvaart en Schinkel een tuinbouwgebied. De tuinders voeren met hun bootjes door de Sloterpolder via de Slotervaart naar de overhaal bij de Overtoomse Sluis die hun toegang gaf naar het hoger gelegen water van de Kostverlorenvaart om zo hun weg te vervolgen naar de groentemarkt en later de Centrale Markthallen in Amsterdam. De directe verbinding met de Kostverlorenvaart verdween hier in 1916 waarna de bebouwing rond het Surinameplein verrees in de jaren twintig. De waterweg werd aangesloten op de Postjeswetering, ook die had een overhaal had bij de Kostverlorenvaart in De Baarsjes, die in 1916 werd vervangen door een scheepslift.
De oude vaart verdween begin jaren vijftig onder het zand, Amsterdam ging de Westelijke Tuinsteden bouwen naar het Algemeen Uitbreidingsplan van Cor van Eesteren uit 1935. De vaart werd naamgever van de vanaf 1954 aangelegde Tuinstad Slotervaart.

## Tweede versie
In plaats van de genoemde vaart werd tegelijkertijd een nieuwe gracht gegraven, iets zuidelijker dan de oude, en ook al zichtbaar op genoemd plan van Van Eesteren. De gracht loopt vanaf de Westlandgrachtschutsluis/Westlandgracht en eindigde op de plantekening bij de Hoekenesgracht, maar werd uiteindelijk verder verlengd tot de Aker. Ze loopt nu langs de Heemstedestraat en Plesmanlaan en kreeg een belangrijke functie in de waterhuishouding in de Westelijke Tuinsteden. In 1952 kreeg ze door middel van het Akergemaal een afwatering op de Ringvaart van de Haarlemmermeerpolder, boezemwater van het Hoogheemraadschap van Rijnland. Sinds 1991 zorgt ook de Molen van Sloten voor afwatering van het gebied van de vroegere Sloterpolder.
De Slotervaart is via de Christoffel Plantijngracht en de Hoekenesgracht verbonden met de Sloterplas. De Slotervaart ligt op polderpeil (NAP −2,10). De Westlandgrachtschutsluis vormt daarbij de peilscheiding met het stadsboezempeil van de Westlandgracht (NAP −0,40). Bij het dorp Sloten kwam ligt de schutsluis Akersluis, die de peilscheiding vormt tussen de Slotervaart en het boezempeil van de Ringvaart van de Haarlemmermeer (NAP −0,60).
Sinds de jaren negentig maakt het water van het Jan van Zutphenplantsoen deel uit van de Slotervaart. De Slotervaart kent voor het grootste deel bakstenen kademuren. Voor fauna vormden die muren een haast onoverkomelijke barrière, er waren voor watervogels en amfibieën maar weinig mogelijkheden om van land naar water (en andersom) te geraken. Er verschenen langs de kaden daarom eendentrappetjes en er werd een aantal stukken kadeloos gemaakt, waaronder een stukje dat de naam "De Slenk" kreeg, als onderdeel van de 'Verbindingszone De Groene AS'.

## Bruggen
De volgende bruggen liggen over de Slotervaart, van oost naar west:
- De Heemstedebrug, een viaduct van de Ringweg-West (A10)
- De Karl Popperbrug (brug 305), in de Delflandlaan, een geheel met de Westlandgrachtschutsluis
- De Brug 787, voor fietsers en voetgangers, tussen Maassluisstraat en Wittgensteinlaan
- De Heemstedemetrobrug (brug 1653) van metrolijn 50
- De Brug 1893, een voetbrug onder het spoorviaduct, toegang van metrostation Heemstedestraat
- De Heemstedespoorbrug in de Ringspoorbaan
- De Frans van Goolbrug (709), in de Jacques Veltmanstraat
- De Bloeddonorbrug (701), in de Johan Huizingalaan
- De Piet Römerbrug (brug 711), voor fietsers en voetgangers, in het Christoffel Plantijnpad
- De Brug 771 in de Louis Davidsstraat
- De Brug 772 voor fietsers en voetgangers, bij de H. Gerhardtstraat
- De Brug 761 in de Baden Powellweg
- De Brug 773, een geheel met de Akersluis

## Afbeeldingen

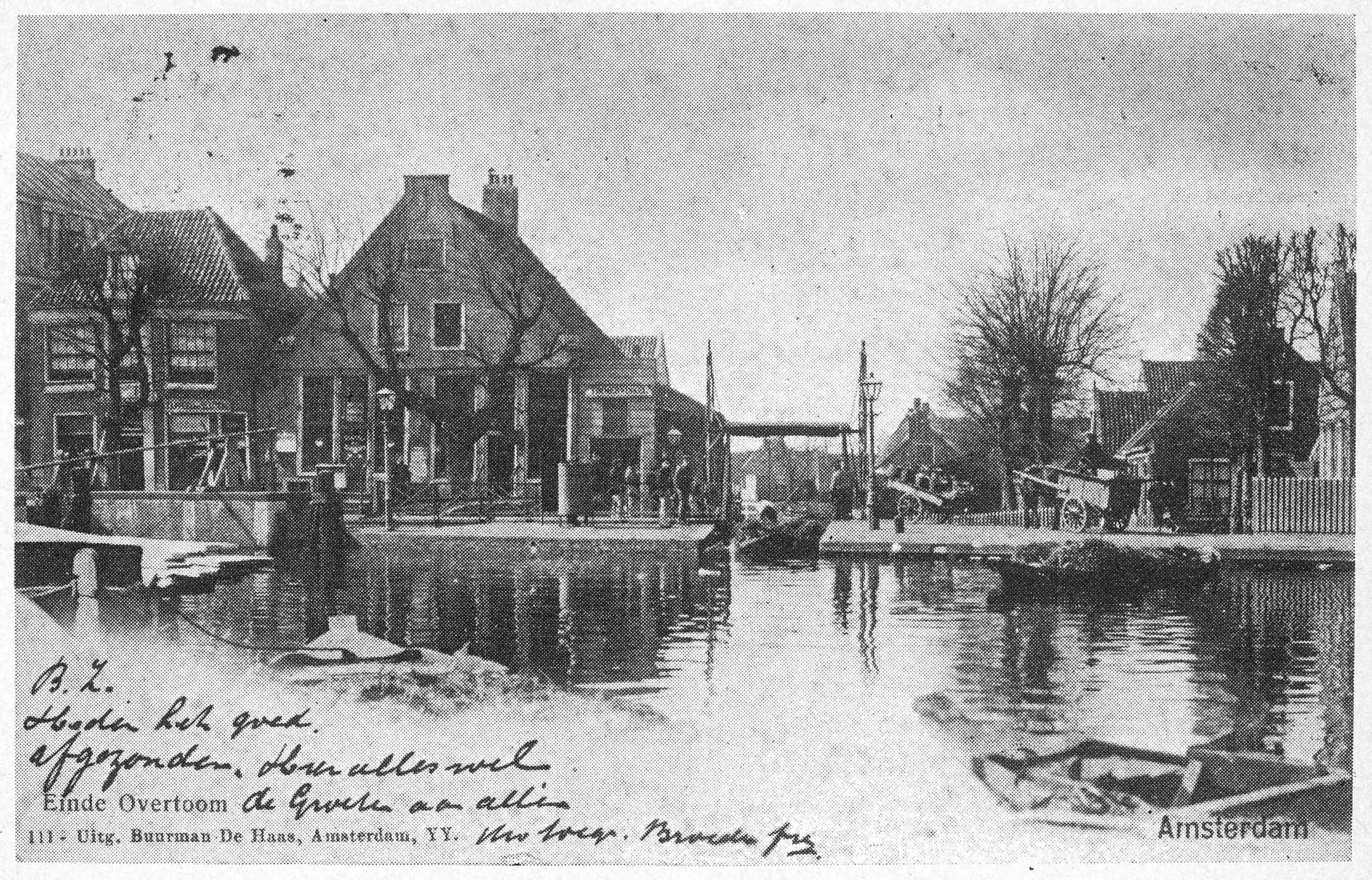
Einde van de Overtoomse Vaart bij de Kostverlorenvaart en [[Overtoom (overhaal)
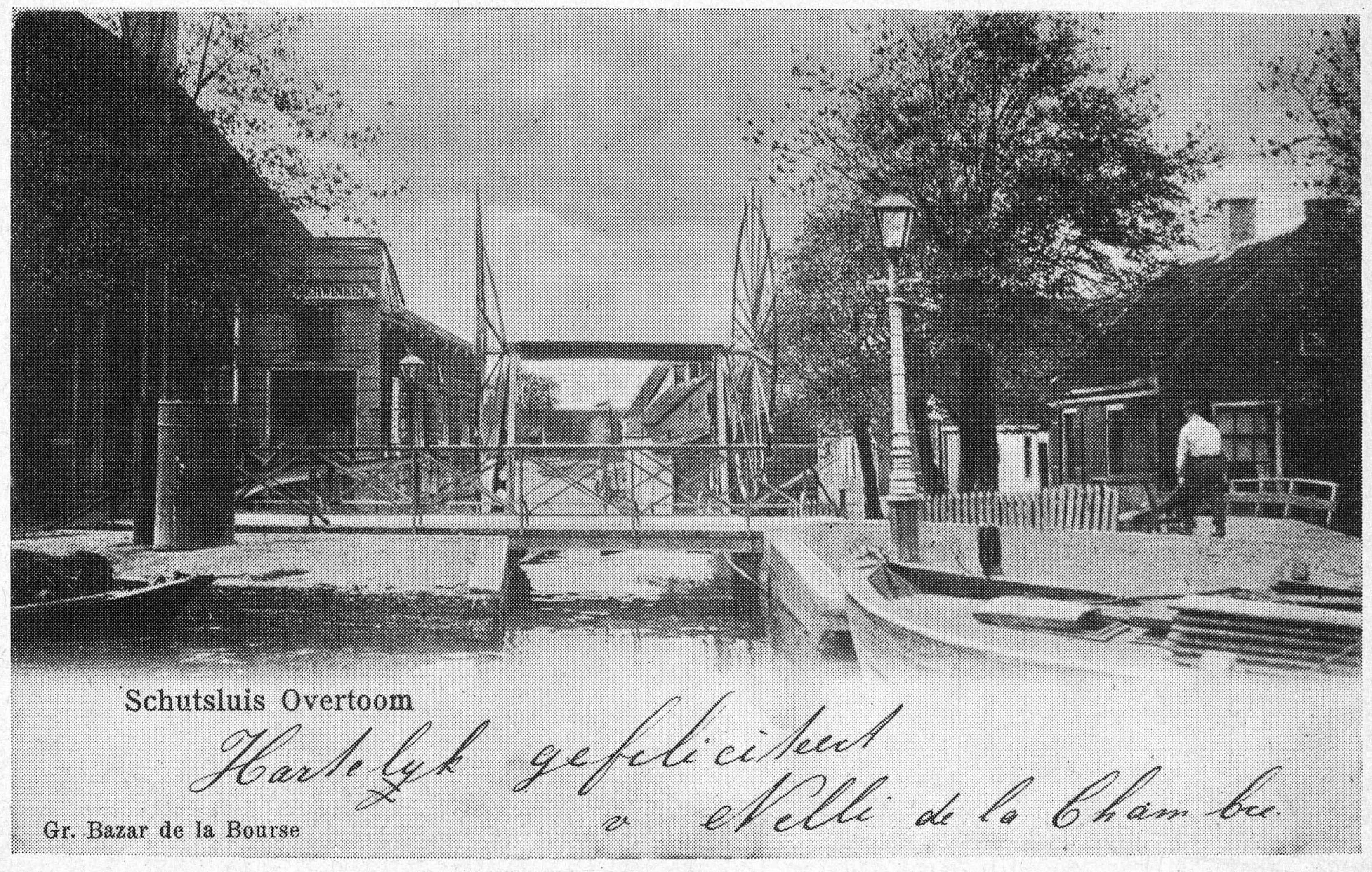
De [[Overtoom (overhaal)
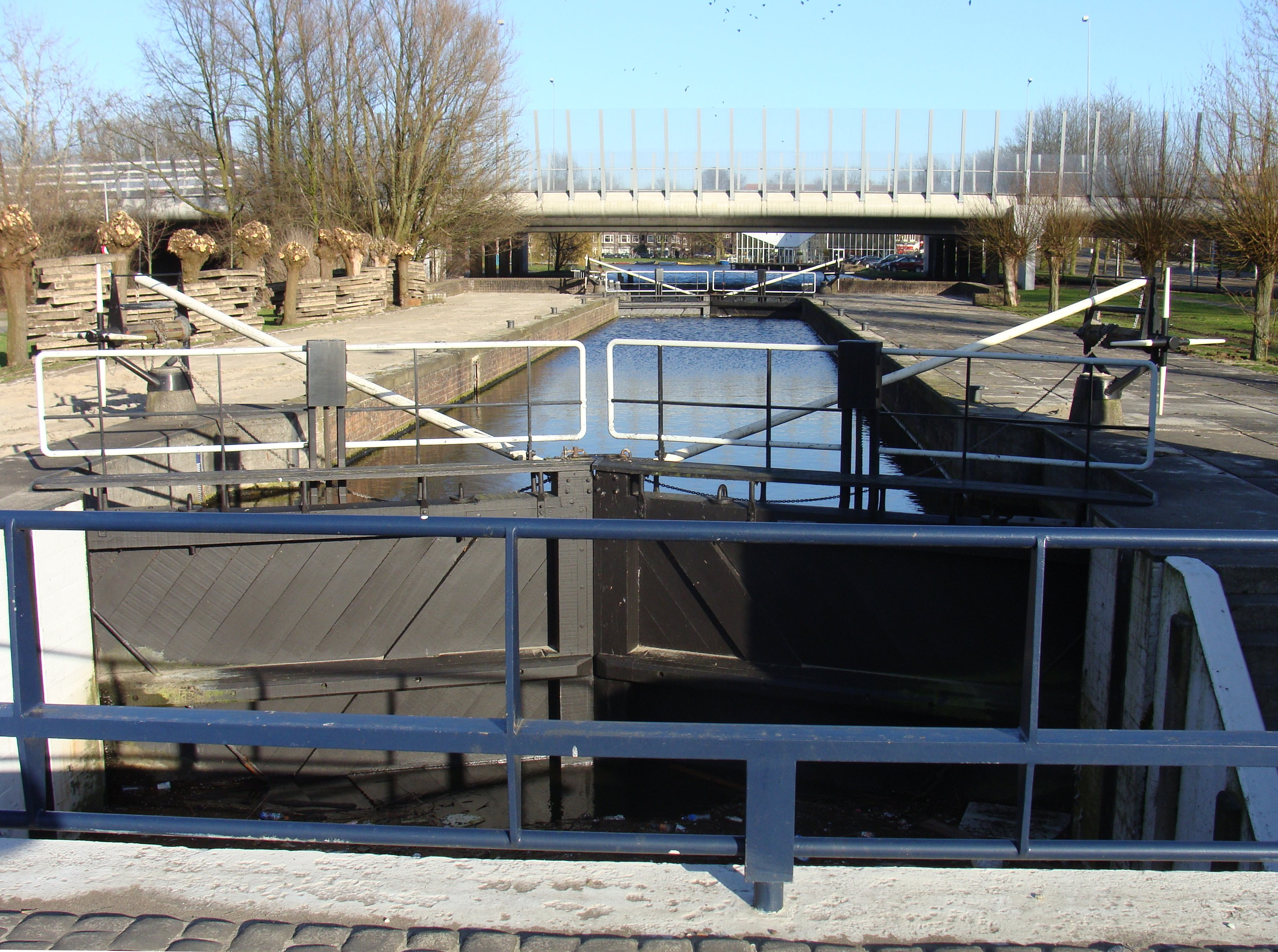
De Westlandgrachtschutsluis tussen de Slotervaart en de Westlandgracht, gezien in oostelijke richting.
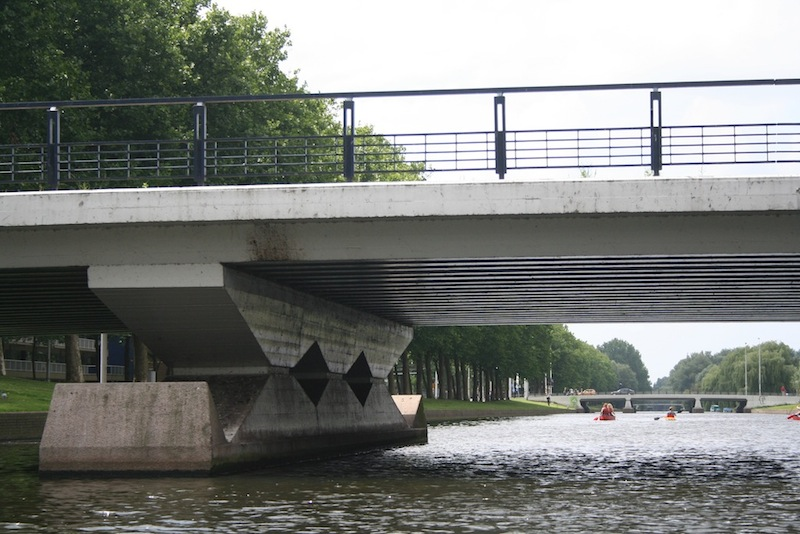
De Slotervaart met bruggen 709 en 701 in Amsterdam Nieuw-West.
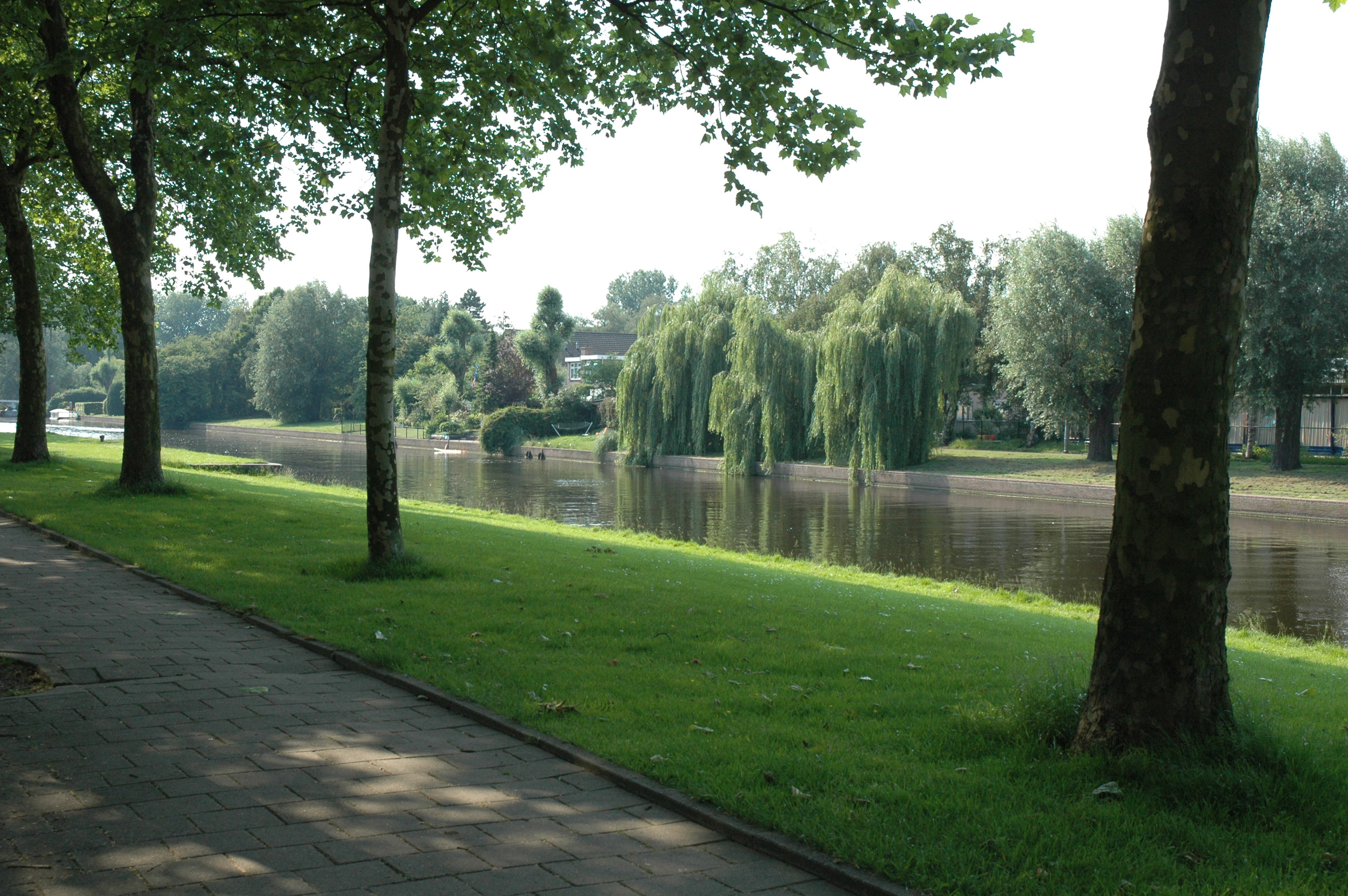
Slotervaart ter hoogte van de Plesmanlaan
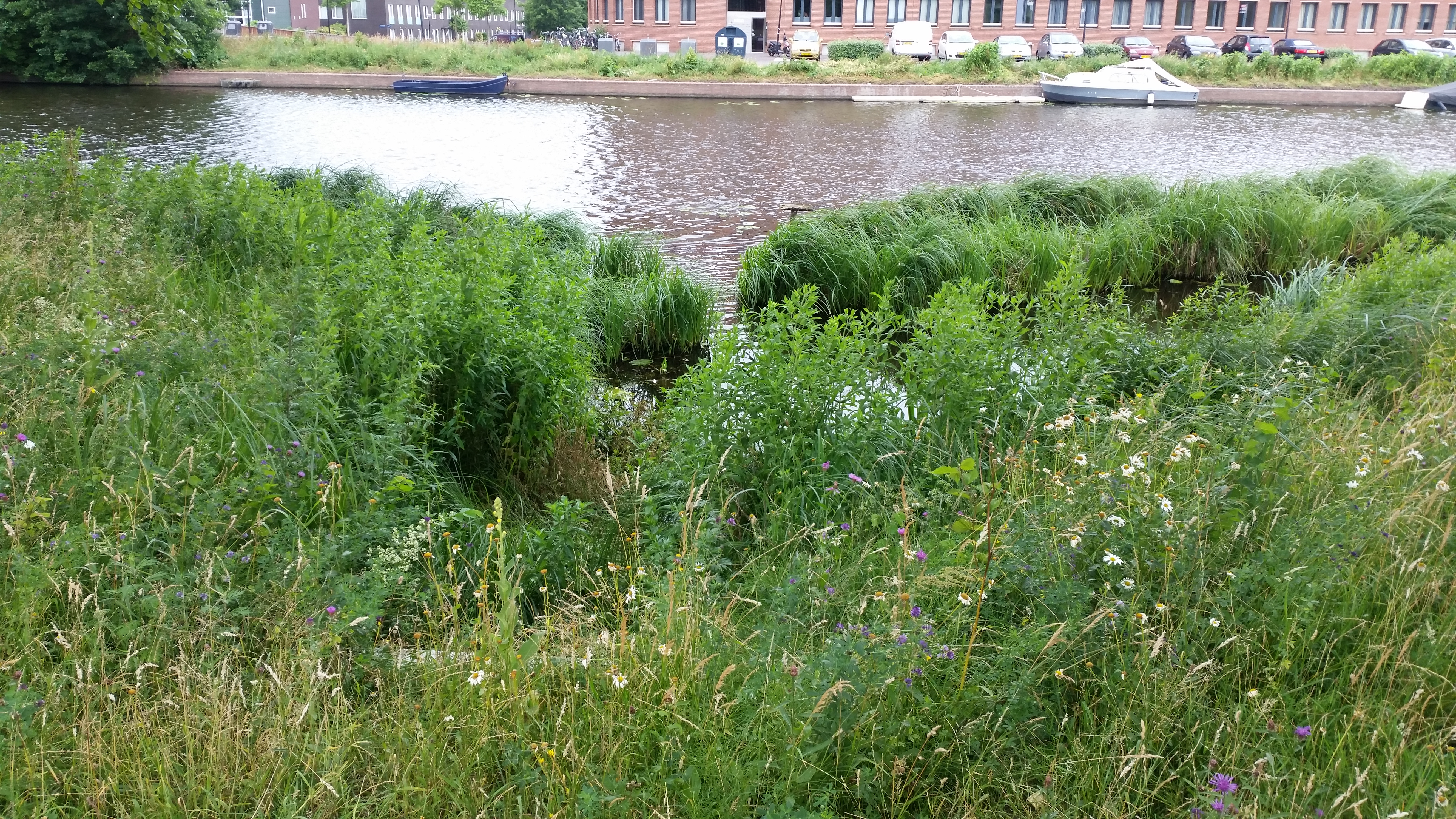
Weggebroken kademuur De Slenk (juni 2018)